# 2017 у коміксах
Нижче представлений огляд подій, що відбудуться у 2017 році у комікс-тематиці, у тому числі хронологія випуску українських коміксів та фестивалі.

## Події

### Фестивалі
| Дата           | Подія               | Розташування  | Аудиторія | Дж |
| -------------- | ------------------- | ------------- | --------- | -- |
| 6 — 7 травня   | Kyiv Comic Con 2017 | Київ, Україна | 10 000    |    |
| 28 — 29 жовтня | Космікс ФЕСТ        | Київ, Україна |           |    |

## Комікси

### Загальна статистика
| Українське видавництво   | Авторські комікси | Оригінальне видавництво | Оригінальне видавництво | Оригінальне видавництво | Оригінальне видавництво |
| Українське видавництво   | Авторські комікси | DC Comics               | Dark Horse Comics       | Решта                   |                         |
| Українське видавництво   | Авторські комікси | ТП                      | ТП                      | ТП                      |                         |
| ------------------------ | ----------------- | ----------------------- | ----------------------- | ----------------------- | ----------------------- |
| Рідна Мова               |                   | 9                       |                         | 4                       |                         |
| Fireclaw                 | 5                 |                         |                         |                         |                         |
| Ірбіс Комікси            |                   |                         |                         | 4                       |                         |
| КМ-Букс                  |                   |                         |                         | 2                       |                         |
| Північні Вогні           | 1                 |                         |                         |                         |                         |
| Кальварія                |                   |                         |                         | 1                       |                         |
| Видавництво Старого Лева |                   |                         |                         | 1                       |                         |
| Клуб сімейного дозвілля  |                   |                         | 1                       |                         |                         |
| UA Comics                | 1                 |                         |                         |                         |                         |
| ЦивілізаХія              | 1                 |                         |                         |                         |                         |
| 5KMT                     | 1                 |                         |                         |                         |                         |
| Леополь                  | 1                 |                         |                         |                         |                         |
| Всього                   | 10                | 9                       | 1                       | 12                      |                         |

### Поквартальний календар
Нижче наведені таблиці коміксах відсортованих відносно дати випуску у друк в Україні.
Відомості взяті з таких джерел:
- Сайти вітчизняних видавництв: Ірбіс Комікси [Архівовано 16 вересня 2015 у Wayback Machine.], Рідна мова [Архівовано 24 грудня 2018 у Wayback Machine.], Fireclaw [Архівовано 31 березня 2019 у Wayback Machine.] та Molfar Comics [Архівовано 26 лютого 2019 у Wayback Machine.], Північні Вогні [Архівовано 13 жовтня 2018 у Wayback Machine.], Вовкулака [Архівовано 25 грудня 2018 у Wayback Machine.].
- Сайти комікс-магазинів: Ideo-Grafika [Архівовано 18 січня 2022 у Wayback Machine.], Cosmic Shop [Архівовано 15 серпня 2019 у Wayback Machine.], Loot [Архівовано 16 грудня 2021 у Wayback Machine.], Comics Room [Архівовано 30 березня 2019 у Wayback Machine.], Geek-Point [Архівовано 5 вересня 2018 у Wayback Machine.] і т.п.

#### Січень— Березень
| Дата виходу     | Дата виходу | Назва                                   | Країна  | Сценарист(и) та художник(и)  | Оригінальне вид-во. | Українське вид-во. | Інформація | Інформація       | Інформація |
| Дата виходу     | Дата виходу | Назва                                   | Країна  | Сценарист(и) та художник(и)  | Оригінальне вид-во. | Українське вид-во. | Вид        | Формат           | Стр.       |
| --------------- | ----------- | --------------------------------------- | ------- | ---------------------------- | ------------------- | ------------------ | ---------- | ---------------- | ---------- |
| Б Е Р Е З Е Н Ь | 3           | Джеронімо Стілтон: Хто викрав Мону Лізу | Італія  | Сценарист: TBA Сценарій: TBA | Papercutz           | Ірбіс Комікси      | Том        | Тверда палітурка | 48         |
| Б Е Р Е З Е Н Ь | 25          | Смурфики: Загублене містечко            | Бельгія | Сценарист: TBA Сценарій: TBA | Le Lombard          | Ірбіс Комікси      | Том        | Тверда палітурка | 48         |

#### Квітень— Червень
| Дата виходу   | Дата виходу | Назва                                                                                        | Країна | Сценарист(и) та художник(и)  | Оригінальне вид-во. | Українське вид-во. | Інформація      | Інформація       | Інформація |
| Дата виходу   | Дата виходу | Назва                                                                                        | Країна | Сценарист(и) та художник(и)  | Оригінальне вид-во. | Українське вид-во. | Вид             | Формат           | Стр.       |
| ------------- | ----------- | -------------------------------------------------------------------------------------------- | ------ | ---------------------------- | ------------------- | ------------------ | --------------- | ---------------- | ---------- |
| Т Р А В Е Н Ь | 10          | Ліга справедливості: Початок                                                                 | США    | Сценарист: TBA Сценарій: TBA | DC Comics           | Рідна Мова         | Том             | Тверда палітурка | 192        |
| Т Р А В Е Н Ь | 10          | Бетмен: Рік перший                                                                           | США    | Сценарист: TBA Сценарій: TBA | DC Comics           | Рідна Мова         | Графічна новела | Тверда палітурка | 152        |
| Т Р А В Е Н Ь | 10          | Загін самогубців: Копняк у зуби                                                              | США    | Сценарист: TBA Сценарій: TBA | DC Comics           | Рідна Мова         | Том             | Тверда палітурка | 160        |
| Т Р А В Е Н Ь | 10          | Бетмен: Убивчий жарт                                                                         | США    | Сценарист: TBA Сценарій: TBA | DC Comics           | Рідна Мова         | Графічна новела | Тверда палітурка | 72         |
| Ч Е Р В Е Н Ь | 15          | Наука в коміксах: Всесвітня історія: Від Великого вибуху до походів Александра Македонського | США    | Сценарист: TBA Сценарій: TBA | Doubleday           | Рідна Мова         | Том             | Тверда палітурка | 368        |

#### Липень— Вересень
| Дата виходу     | Дата виходу | Назва                           | Країна | Сценарист(и) та художник(и)  | Оригінальне вид-во.       | Українське вид-во.       | Інформація      | Інформація       | Інформація |
| Дата виходу     | Дата виходу | Назва                           | Країна | Сценарист(и) та художник(и)  | Оригінальне вид-во.       | Українське вид-во.       | Вид             | Формат           | Стр.       |
| --------------- | ----------- | ------------------------------- | ------ | ---------------------------- | ------------------------- | ------------------------ | --------------- | ---------------- | ---------- |
| Л И П Е Н Ь     | 6           | Наука в коміксах: SEX           | США    | Сценарист: TBA Сценарій: TBA | William Morrow Paperbacks | Рідна Мова               | Том             | Тверда палітурка | 248        |
| С Е П Е Н Ь     | 8           | Флеш: Тільки вперед             | США    | Сценарист: TBA Сценарій: TBA | DC Comics                 | Рідна Мова               | Том             | Тверда палітурка | 192        |
| В Е Р Е С Е Н Ь | 1           | Бетмен: Цить                    | США    | Сценарист: TBA Сценарій: TBA | DC Comics                 | Рідна Мова               | Графічна новела | Тверда палітурка | 192        |
| В Е Р Е С Е Н Ь | 11          | Наука в коміксах: Філософія     | США    | Сценарист: TBA Сценарій: TBA | Farrar, Straus and Giroux | Рідна Мова               | Том             | Тверда палітурка | 176        |
| В Е Р Е С Е Н Ь | 15          | Мюнхгаузен: Правда про неправду | США    | Сценарист: TBA Сценарій: TBA | Carlsen                   | Видавництво Старого Лева | Графічна новела | Тверда палітурка | 192        |

#### Жовтень— Грудень
| Дата виходу     | Дата виходу | Назва                                 | Країна | Сценарист(и) та художник(и)  | Оригінальне вид-во. | Українське вид-во. | Інформація | Інформація       | Інформація |
| Дата виходу     | Дата виходу | Назва                                 | Країна | Сценарист(и) та художник(и)  | Оригінальне вид-во. | Українське вид-во. | Вид        | Формат           | Стр.       |
| --------------- | ----------- | ------------------------------------- | ------ | ---------------------------- | ------------------- | ------------------ | ---------- | ---------------- | ---------- |
| Ж О В Т Е Н Ь   | 11          | Бетмен: Суд Сов                       | США    | Сценарист: TBA Сценарій: TBA | DC Comics           | Рідна Мова         | Том        | Тверда палітурка | 176        |
| Л И С Т О П А Д | 16          | Ліга Справедливості: Шлях злочинця    | США    | Сценарист: TBA Сценарій: TBA | DC Comics           | Рідна Мова         | Том        | Тверда палітурка | 168        |
| Л И С Т О П А Д | 27          | Пісочний Чоловік: Прелюдії й ноктюрни | США    | Сценарист: TBA Сценарій: TBA | Vertigo             | Рідна Мова         | Том        | Тверда палітурка | 272        |
| Г Р У Д Е Н Ь   | 21          | Загін самогубців: Сходження Василіска | США    | Сценарист: TBA Сценарій: TBA | DC Comics           | Рідна Мова         | Том        | Тверда палітурка | 184        |